# CD Universidad de Concepción
Club Deportivo Universidad de Concepción ist ein chilenischer Fußballverein aus Concepción. Der 1994 gegründete Verein spielt nach dem Abstieg 2020 in der Primera División B und trägt seine Heimspiele im Estadio Municipal Alcaldesa Ester Roa Rebolledo aus, das Platz für 29.000 Zuschauer bietet.

## Geschichte

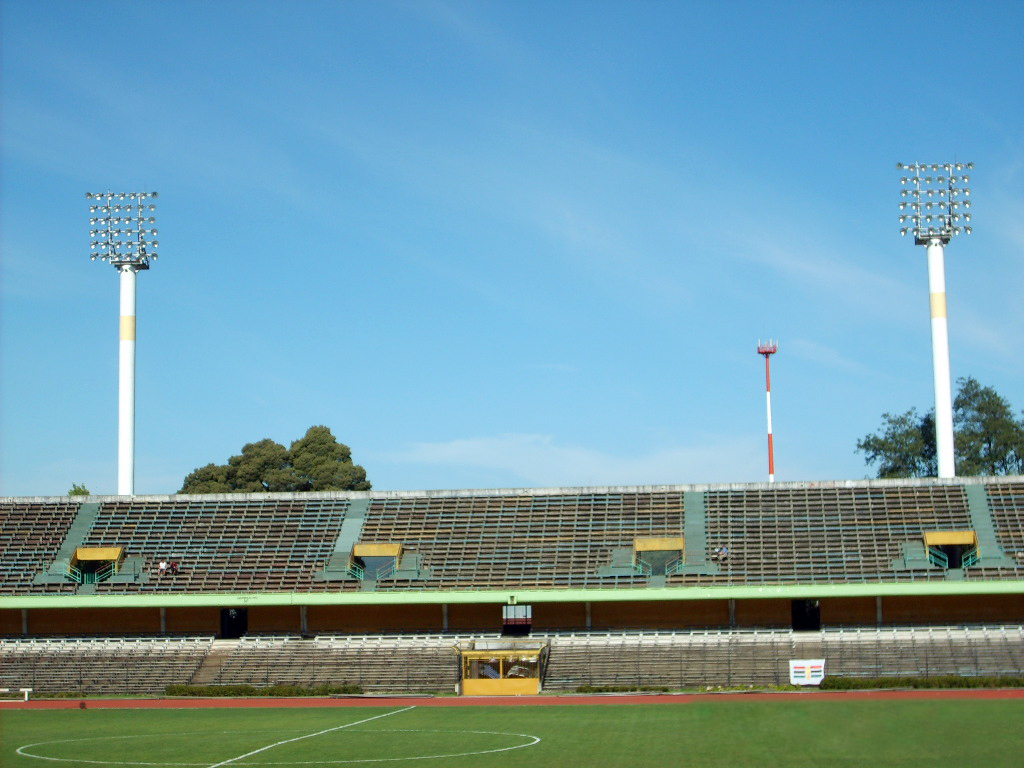
Das Heimstadion von Universidad de Concepción

Der Verein Club Deportivo Universidad de Concepción wurde im Jahre 1994 in der Stadt Concepción nahe der Westküste Chiles, gegründet. Dabei ist der Klub nicht mit einem solchen namens Deportes Conceptión zu verwechseln, der ebenfalls in der gleichnamigen Stadt angesiedelt ist, mehr als dreißig Jahre in der Primera División spielte, gegenwärtig aber in der Zweitklassigkeit versunken ist. Einen zweiten Lokalrivalen bildet CD Arturo Fernández Vial, das aber mittlerweile völlig in der Bedeutungslosigkeit verschwunden ist.
CD Universidad de Concepción ist ursprünglich aus der gleichnamigen Universität heraus entstanden und ist somit als Universitätsmannschaft zu verstehen. Nach der Gründung spielte man zunächst in der Tercera División, der vierthöchsten chilenischen Spielklasse. Von dort aus gelang dem Verein in relativ wenigen Jahren der Aufstieg bis in die erste Liga des Andenlandes. Nur acht Jahre nach der Vereinsgründung gelang 2002 der erstmalige Aufstieg in die Primera División, nachdem man schon 1998 erst in den Play-off-Spielen um den Aufstieg gescheitert war. Seitdem zählt CD Universidad de Concepción zu den relativ beständigen Mitgliedern der höchsten Spielklasse Chiles. Als Aufsteiger war man gleich so gut in die Erstklassigkeit gestartet, dass die Qualifikation für die Copa Libertadores 2004 erreicht werden konnte. In einer Vorrundengruppe mit Cruzeiro Belo Horizonte aus Brasilien, Santos Laguna aus Mexiko sowie dem FC Caracas aus Venezuela beendete Universidad de Concepción diese auf dem letzten Tabellenplatz, einzig gegen Santos Laguna sprangen zwei 2:2-Unentschieden heraus. Bis heute war dies die einzige Teilnahme des Vereins an der Copa Libertadores. Im gleichen Jahr partizipierte man auch an der Copa Sudamericana, wo das Aus jedoch auch schon früh kam. Im Ausscheid von Mannschaften aus Chile und Bolivien unterlag man im Endspiel dem Club Bolívar, der später bis ins Finale vordringen und erst dort den Boca Juniors verloren gegenüberstehen sollte.
Im Jahr 2008 feierte CD Universidad de Concepción den bisher größten Erfolg der Vereinsgeschichte und damit einhergehend  den bisher einzigen wichtigen Titel. Im Endspiel der Copa Chile, des chilenischen Fußballpokals, bezwang Concepción Deportes Ovalle mit 2:1, nachdem man sich vorher bereits gegen Teams wie Unión Española oder Lota Schwager durchgesetzt hatte. In 2015 wiederholte CD Universidad de Conceptión den Pokalerfolg. Im Finale gelang dem Team ein 3:2-Erfolg über CD Palestino.
Gegenwärtig findet man die Mannschaft von CD Universidad de Concepción in der zweiten chilenischen Fußballliga, nachdem der Verein in der Saison 2020 das Play-off-Spiel gegen CSD Colo-Colo verloren hatte. Seit Mai 2022 trainiert der ehemalige chilenische Nationalspieler Miguel Ramírez das Team.

## Erfolge
- Copa Chile: 2× (2008, 2015)

- Primera B: 1× (2013)

- Tercera División: 1× (1997)

- Teilnahme an der Copa Libertadores: 3×

2004: erste Runde
2018: zweite Runde
2019: Gruppenphase
- Teilnahme an Copa Sudamericana: 3×

2004: zweite Runde
2015: erste Runde
2016: erste Runde

## Bekannte Spieler
- Luis Aguiar, uruguayischer Profi von CA San Lorenzo de Almagro in Argentinien, 2006 kurzzeitig von Liverpool Montevideo an Conceptión ausgeliehen
- Jean Beausejour, chilenischer WM-Teilnehmer von 2010, 2003 kurz von Universidad Católica ausgeliehen
- Federico Elduayen, 2005 bis 2009 bei Universidad de Conceptión, 2× Uruguayischer Meister mit Peñarol Montevideo, uruguayischer WM-Teilnehmer 2002
- Eduardo Hurtado, 74-facher Nationalspieler von Ecuador, von 2003 bis 2004 kurze Zeit bei CD Universidad de Concepción als Spieler aktiv
- Richard Pellejero, 2010 bis 2012 im Trikot von Universidad de Conceptión aktiv, derzeit bei CA Cerro in seiner uruguayischen Heimat am Ball
- Jorge Valdivia, chilenischer Nationalspieler und Teilnehmer an der Weltmeisterschaft 2010, entstammt der Jugendabteilung des Vereins

## Bekannte Trainer
- Mario Osbén, chilenischer WM-Teilnehmer von 1982 als Spieler, später von 1996 bis 1997 einer der ersten Trainer von Universidad de Conceptión
- Miguel Ramírez, chilenischer WM-Teilnehmer von 1998 als Spieler, seit 2022 Trainer von Universidad de Conceptión